# Municipio de South Grove
El municipio de South Grove (en inglés: South Grove Township) es un municipio ubicado en el condado de DeKalb en el estado estadounidense de Illinois. En el año 2010 tenía una población de 512 habitantes y una densidad poblacional de 5,73 personas por km².

## Geografía
El municipio de South Grove se encuentra ubicado en las coordenadas 42°1′9″N 88°53′0″O / 42.01917, -88.88333. Según la Oficina del Censo de los Estados Unidos, el municipio tiene una superficie total de 89.3 km², de la cual 89,13 km² corresponden a tierra firme y (0,19 %) 0,17 km² es agua.

## Demografía
Según el censo de 2010, había 512 personas residiendo en el municipio de South Grove. La densidad de población era de 5,73 hab./km². De los 512 habitantes, el municipio de South Grove estaba compuesto por el 90,63 % blancos, el 1,17 % eran afroamericanos, el 0,2 % eran amerindios, el 0,2 % eran asiáticos, el 6,84 % eran de otras razas y el 0,98 % eran de una mezcla de razas. Del total de la población el 11,72 % eran hispanos o latinos de cualquier raza.